# Ironman Hawaï 1986
De Ironman Hawaï 1986 is een triatlonwedstrijd, die wordt beschouwd als het wereldkampioenschap triatlon voor de Ironman Afstand (3,86 km zwemmen - 180,2 km fietsen - 42,195 km hardlopen). Deze tiende editie van de Ironman Hawaï vond plaats op zaterdag 18 oktober 1986. Er werd gestart op het eiland Hawaï in Kailua-Kona.
De wedstrijd bij de mannen werd gewonnen door de Amerikaan Dave Scott in een tijd van 8:28.37. Dit was de vijfde maal dat hij op het hoogste schavot mocht staan, want in 1980, 1982, 1983 en 1984 won hij ook al eens. Hij had ruim zeven minuten voorsprong op de nummer twee Mark Allen. De eveneens uit de Verenigde Staten afkomstige Scott Tinley werd derde in 9:00.37. Bij de vrouwen was het Paula Newby-Fraser die, voor Zuid-Afrika uitkwam en de wedstrijd won in 9:49.14. De Canadese Sylviane Puntous, die de voorgaande editie won, moest ditmaal genoegen nemen met een tweede plaats.

## Uitslagen

### Mannen
| rang   | naam               | land | totaaltijd | zwemmen | fietsen | lopen   |
| ------ | ------------------ | ---- | ---------- | ------- | ------- | ------- |
| Goud   | Dave Scott         | USA  | 8:28.37    | 0:50.53 | 4:48.32 | 2:49.11 |
| Zilver | Mark Allen         | USA  | 8:36.04    | 0:51.00 | 4:49.29 | 2:55.34 |
| Brons  | Scott Tinley       | USA  | 9:00.37    | 0:53.06 | 4:57.18 | 3:10.11 |
| 4      | Klaus Barth        | FRG  | 9:03.42    | 0:53.22 | 4:53.21 | 3:16.57 |
| 5      | Greg Stewart       | AUS  | 9:05.10    | 0:57.02 | 4:58.31 | 3:09.37 |
| 6      | Ken Glah           | USA  | 9:09.30    | 0:53.11 | 5:00.05 | 3:16.13 |
| 7      | Tony Sattler       | AUS  | 9:10.25    | 1:00.45 | 4:57.33 | 3:12.06 |
| 8      | Mark Surprenant    | USA  | 9:13.15    | 0:51.45 | 5:00.38 | 3:20.51 |
| 9      | Mike Pigg          | USA  | 9:16.43    | 0:51.43 | 5:08.20 | 3:16.40 |
| 10     | Mac Martin         | USA  | 9:20.00    | 0:56.54 | 4:50.27 | 3:32.38 |
| 11     | Jay Larson         | USA  | 9:22.02    | 0:55.09 | 5:18.31 | 3:08.22 |
| 12     | Gerhard Wachter    | FRG  | 9:23.33    | 0:53.33 | 5:03.11 | 3:26.48 |
| 13     | Tommy Gallagher    | USA  | 9:24.10    | 0:51.44 | 5:06.45 | 3:25.40 |
| 14     | Mark Blaser        | USA  | 9:26.23    | 1:03.02 | 5:11.51 | 3:11.29 |
| 15     | Steve Mudgett      | USA  | 9:28.18    | 0:59.46 | 5:07.09 | 3:21.23 |
| 16     | Ray Browning       | USA  | 9:32.11    | 0:57.30 | 5:08.55 | 3:25.46 |
| 17     | Rodolphe Von Berg  | BEL  | 9:35.22    | 0:54.44 | 5:21.32 | 3:19.05 |
| 18     | Matt O'day         | USA  | 9:35.54    | 0:57.26 | 5:14.25 | 3:24.03 |
| 19     | Paul Huddle        | USA  | 9:36.21    | 0:54.46 | 5:24.51 | 3:16.43 |
| 20     | Christopher Hinsha | USA  | 9:36.36    | 0:50.16 | 5:03.12 | 3:43.07 |

### Vrouwen
| rang   | naam               | land | totaaltijd | zwemmen | fietsen | lopen   |
| ------ | ------------------ | ---- | ---------- | ------- | ------- | ------- |
| Goud   | Paula Newby-Fraser | ZIM  | 9:49.14    | 0:57.03 | 5:32.05 | 3:30.05 |
| Zilver | Sylviane Puntous   | CAN  | 9:53.13    | 0:56.24 | 5:34.57 | 3:21.51 |
| Brons  | Joanne Ernst       | USA  | 10:00.07   | 0:57.36 | 5:26.09 | 3:36.21 |
| 4      | Elizabeth Bulman   | USA  | 10:07.18   | 0:56.49 | 5:40.05 | 3:30.23 |
| 5      | Heidi Christensen  | USA  | 10:16.20   | 0:53.31 | 5:39.57 | 3:42.51 |
| 6      | Juliana Brening    | USA  | 10:24.09   | 0:56.40 | 5:36.36 | 3:50.52 |
| 7      | Beth Mitchell      | USA  | 10:28.38   | 0:57.29 | 5:50.25 | 3:40.43 |
| 8      | Beth Nelson        | USA  | 10:34.09   | 1:24.01 | 5:52.18 | 3:17.49 |
| 9      | Nancy Harrison     | USA  | 10:36.13   | 1:00.56 | 6:04.36 | 3:30.40 |
| 10     | Louise Mackinlay   | AUS  | 10:38.55   | 1:09.27 | 5:44.17 | 3:45.10 |

1978 · 
1979 · 
1980 · 
1981 · 
1982 (feb.) · 
1982 (okt.) · 
1983 · 
1984 · 
1985 · 
1986 · 
1987 · 
1988 · 
1989 · 
1990 · 
1991 · 
1992 · 
1993 · 
1994 · 
1995 · 
1996 · 
1997 · 
1998 · 
1999 · 
2000 · 
2001 · 
2002 · 
2003 · 
2004 · 
2005 · 
2006 · 
2007 · 
2008 · 
2009 · 
2010 · 
2011 · 
2012 · 
2013 · 
2014 · 
2015 · 
2016 · 
2017 · 
2018 · 
2019